# سد وال
سد وال (به لاتین: Vaal Dam) یک سد در آفریقای جنوبی است که در Border Gauteng and Free State (South African province) واقع شده‌است.